# Fileter (príncep)
Fileter (grec antic: Φιλέταιρος, Philétairos, llatí: Philetaerus) fou fill del rei Àtal I de Pèrgam i d'Apol·lònies, i germà del rei Èumenes II de Pèrgam.
Èumenes el va deixar encarregat del govern de Pèrgam mentre ell anava a Grècia amb un altre germà, Àtal, per ajudar els romans en la seva guerra contra el rei Perseu de Macedònia l'any 169 aC. Després de la tornada d'Èumenes ja no juga cap paper a la història. En parlen Titus Livi i Polibi.